# Schnifis
Schnifis là một đô thị thuộc huyện district of Feldkirch, Vorarlberg, Áo. Đô thị Schnifis có diện tích 4,87 km², dân số thời điểm năm 2006 là 730 người.